# William Crookes
Sir William Crookes, OM, PRS, angleški fizik in kemik, * 17. junij 1832, London, Anglija, † 4. april 1919, London.

## Življenje in delo
Crookes je končal klasično gimnazijo (grammar school) v Chippenhamu. Študiral je na Kraljevem kolidžu za kemijo v Londonu.
Leta 1854 je postal upravitelj meteorološkega oddelka na Observatoriju Radcliffe v Oxfordu.
Raziskoval je na področju spektroskopije. Leta 1861 je odkril do tedaj neznan kemijski element s svetlo zeleno emisijsko spektralno črto. Element je imenoval talij po grški besedi thallos - zelena mladika ali zelena veja.
Izumil je Crookesov radiometer, ki ga danes izdelujejo in prodajajo kot novost.
Pri svojem raziskovanju prevajanja elektrike v plinih pri nizkih tlakih je odkril, da z zmanjšanjem tlaka, negativna elektroda oddaja žarke - katodne žarke, za katere danes vemo, da so tok prostih elektronov, ki jih poznamo iz zaslonskih naprav. Med prvimi znanstveniki je raziskoval stanje snovi, kar danes imenujemo plazma.
Leta 1897 so ga povzdignili v viteški red.
V kasnejših letih je Crookes sodeloval z Družbo za psihične raziskave (Society for Psychical Research), ustanovljeno leta 1882. S svojim sodelovanjem z mlado žensko, spiritualističnim medijem Florence Cookovo (1856-1904), si je precej oslabil svoj ugled v znanosti. Govorili so celo, da sta imela ljubezensko razmerje in da ji je tudi pomagal pri goljufanju.

## Priznanja
Med letoma 1913 in 1915 je bil predsednik Kraljeve družbe.

### Nagrade
Za svoje raziskave na področju kemije in fizike je Crookes leta 1875 prejel kraljevo medaljo Kraljeve družbe iz Londona, leta 1888 pa njeno Davyjevo medaljo. Za svoje znanstvene dosežke je leta 1904 prejel Copleyjevo medaljo Kraljeve družbe.